# 詹浮雲
詹浮雲（1927年—2019年7月2日），臺灣畫家，原名詹德發，二二八事件後，因體會到生死如浮雲而改名為詹浮雲，亦是該事件中倖存的台灣畫家之一。從1951年開始參加台灣省全省美術展覽會並多次獲獎，是該展覽中獲獎紀錄最多的藝術家。
於2019年7月2日8點20分過世，享壽93歲。

## 藝術啟蒙

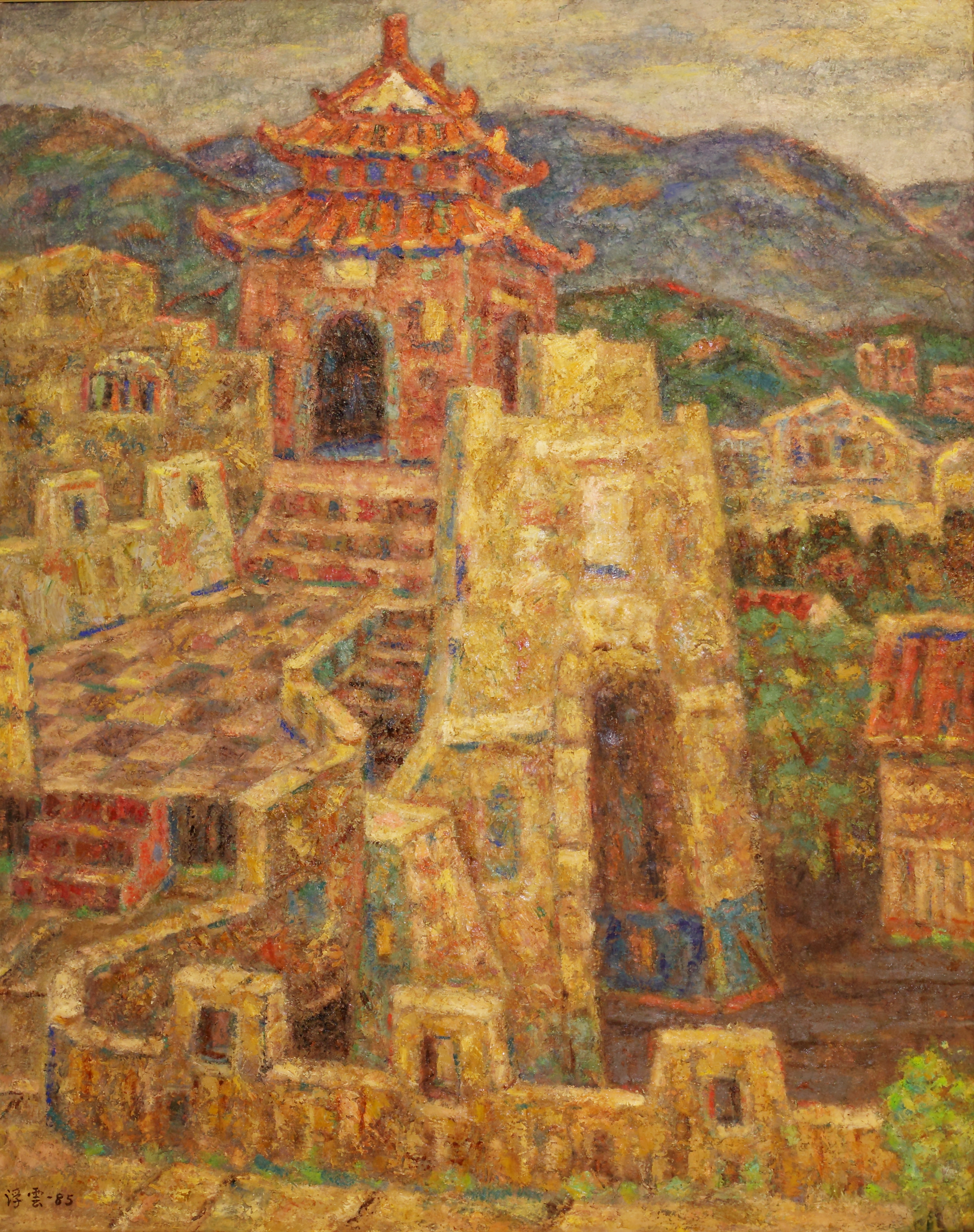
台北文化城/詹浮雲/ 1982年/ 畫布、油彩/ 162×130公分

詹浮雲1927年出生於嘉義市，父親為詹布紗，母親為劉纏。在詹浮雲幼小時，對母親為外祖母做的繡花纏足布鞋上的紙花產生了好奇心，於是自己拿起了畫紙，畫出跟母親做的相同的紙花。母親因此看出詹具有很好的藝術天分，因此之後經常培養詹在藝術方面的興趣，詹在初中時1945年、1946年，因與畫家陳澄波、林玉山教授啟蒙成為兼備的油畫、膠彩的畫家，並往藝術之路邁進。詹也了解如果沒有母親全力支持他往藝術方面發展，亦就不會有詹浮雲在油畫、膠彩方面的發展
。

## 二二八事件

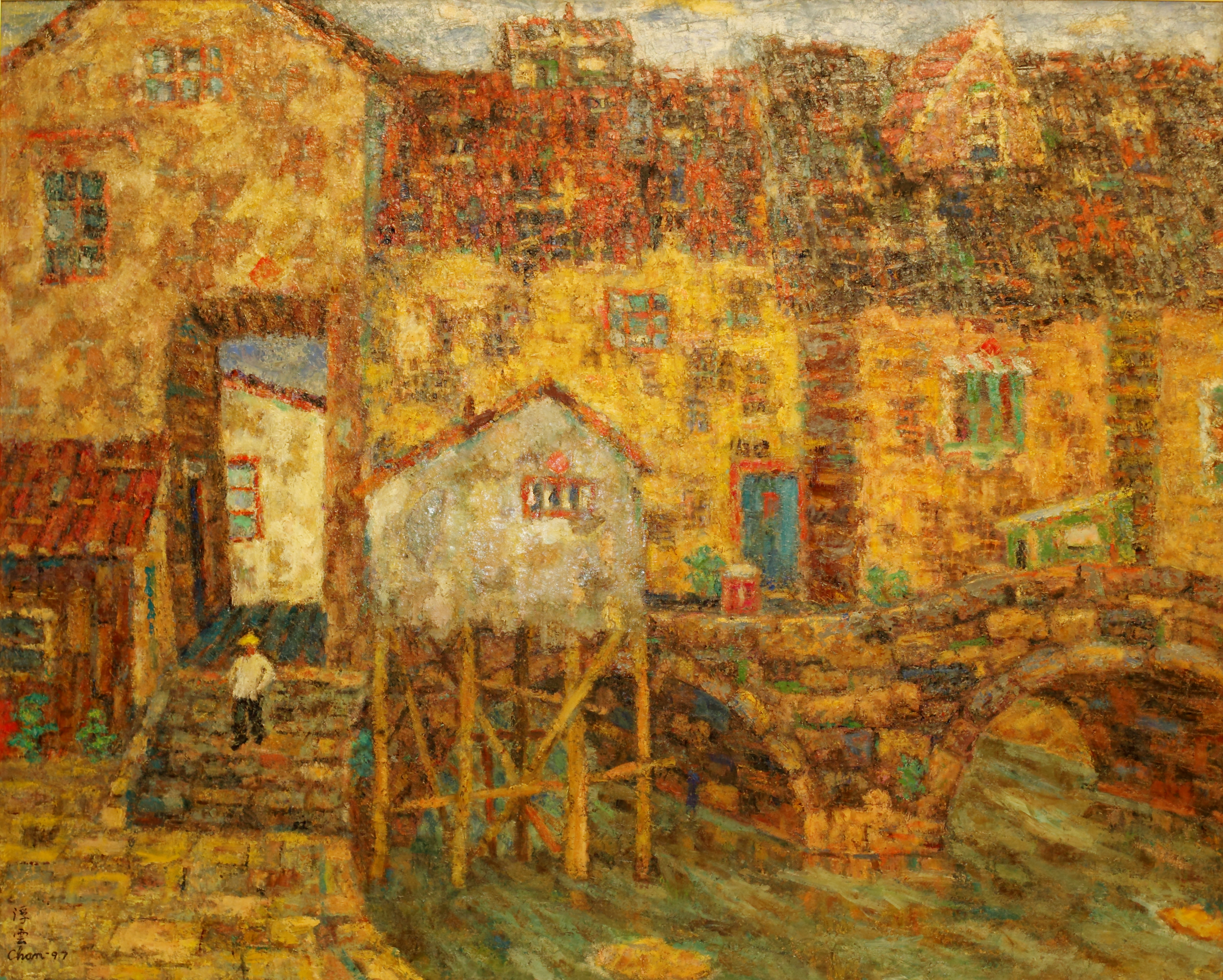
橋上古屋/詹浮雲/ 1997年/ 畫布‧油彩/日本東光展

台灣二二八事件在1947年發生時，南部地區發生嚴重衝突，包括陳澄波老師在內均未經審判而槍斃。詹浮雲在向陳澄波老師靈堂外祭拜時，被當場羈押在嘉義的衛戌司令部。之後他的家人在有關係人士的幫助之下從司令部救出。隔天得知與他同房囚禁的人均遭槍斃，顧慮之後若有相同的事會再次發生又再次發生，潛逃至高雄並定居迄今。一直到2003年政府頒發「回復名譽證書」給詹浮雲，才稍為撫平了二二八事件在其內心中的陰影。
。

## 赴日進修

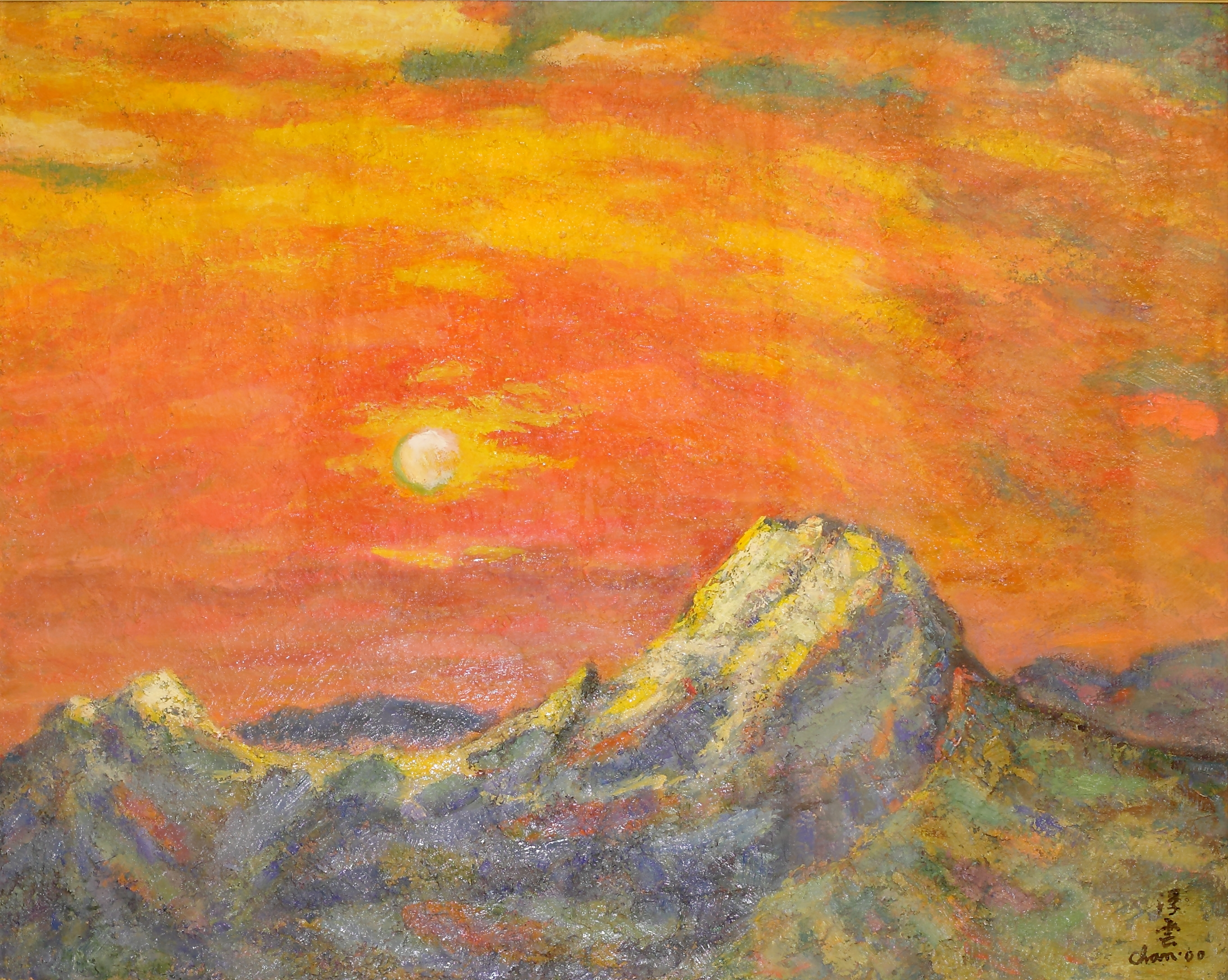
玉山暖日/詹浮雲/ 2006年/ 畫布‧油彩/ 91×72.5 cm

經由日本友人後藤和信兄在1975年的安排至日本進修，為追求藝術中的轉捩點。最初進修在日本光輪美術院研究所，畢業之後又在日本東光會專攻油畫及理論。數十年來回於東京、台灣之間穿梭，其中參加日本歷史悠久，在全球性規模的油畫團體中的東光展入選。期間受到日本各老師們的教誨在日本東光會油畫研究所學習中，尤以其森田茂老師對於詹浮雲影響至深，在他的後期作品亦受其影響
。

## 在日本簡歷

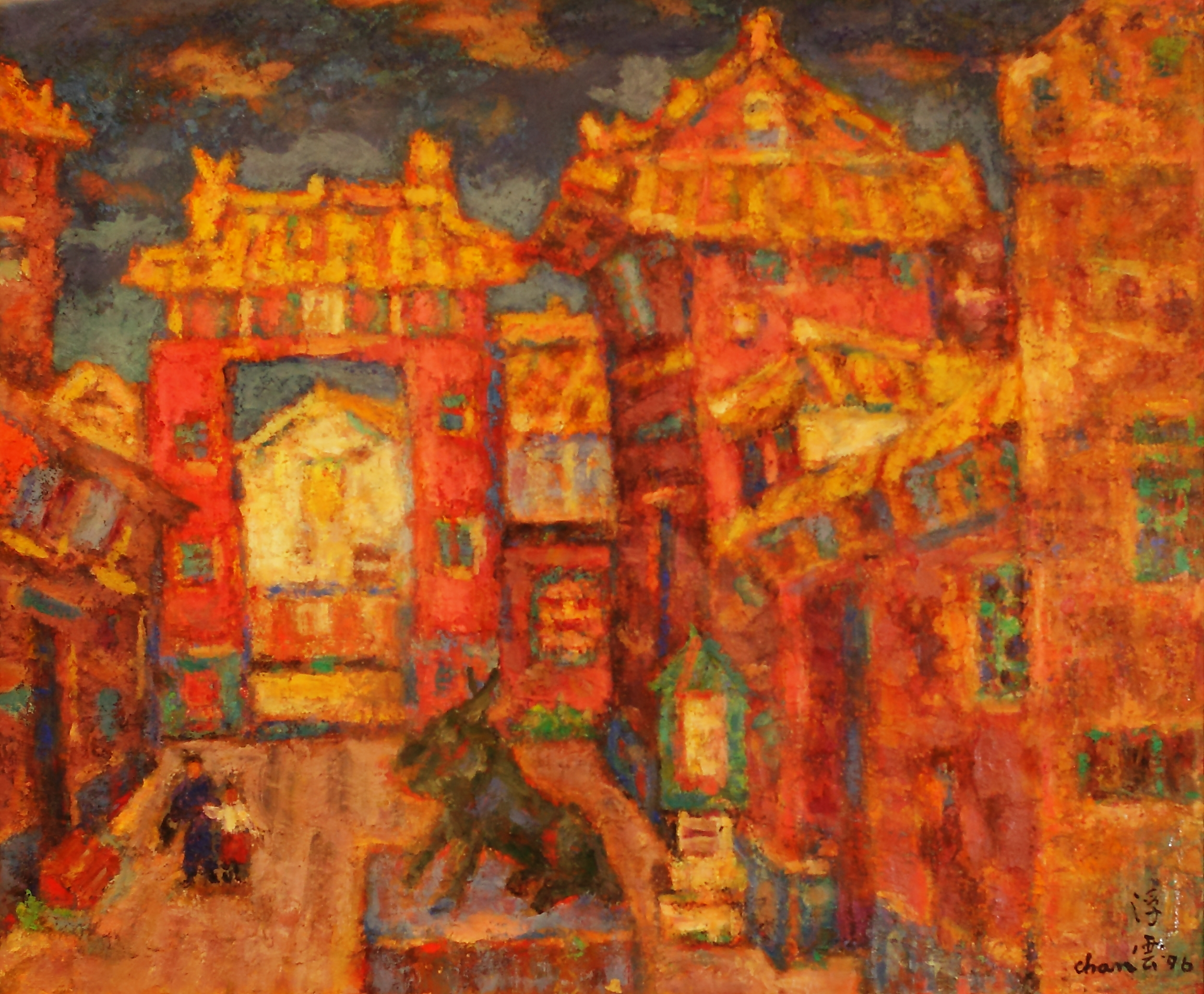
紫禁城/詹浮雲/ 1991年/ 畫布‧油彩/ 72.5×60.5 cm

- 在1974年參加日本畫院展於東京上野美術館展出。
- 在1975年於日本光輪美術院研究所及東光油畫研究所專攻油畫理論。
- 在1981-2001期間參加日本東光展入選與獎項。
- 亦在第47屆至第67屆有殊多獎項，尤以〈台北文化城〉、〈台灣古厝〉等數十座獎項入選[1]。

## 在台灣簡歷
- 1949年於高雄市開設「浮雲美術畫室」
- 1951- 1963期間參加台陽美術協會（台陽美展）入選與獎項:
- 1951至1953年參加高雄市第一屆美術展覽會獲「特選」；並創造「浮雲美術補習班」。
- 1954-1971年參加全省美展在第9屆至第26屆期間有殊多入選與獎項。
- 在1956至2011年期間，擔任許多評審委員的職務[1]。